# Kontaktsperre
Eine Kontaktsperre ist im deutschen Recht die Unterbrechung jedweder Verbindung eines Straf- oder Untersuchungsgefangenen mit anderen Gefangenen und der Außenwelt.

## Inhalt
Zur Kontaktsperre gehörte bis 2017 (vgl. unten) insbesondere die Unterbrechung des schriftlichen oder mündlichen Verkehrs mit dem Strafverteidiger, was bei einfacher Isolationshaft nicht geschieht. In Deutschland kann nach dem Kontaktsperregesetz von 1977 die Kontaktsperre gegen solche Gefangene verhängt werden, die wegen terroristischer Straftaten nach § 129a Strafgesetzbuch (Mitgliedschaft in einer terroristischen Vereinigung) verurteilt sind, oder gegen die wegen eines entsprechenden Verdachtes ein Haftbefehl besteht. Die Kontaktsperre kann auch nur dann angeordnet werden, wenn ein Verdacht auf Gefahr für Leben, Leib oder Freiheit einer Person durch eine terroristische Vereinigung besteht.
Die Kontaktsperre kann von einer Landesregierung oder einer von ihr beauftragten Behörde angeordnet werden, länderübergreifend liegt die Befugnis beim Bundesjustizminister. Innerhalb von zwei Wochen muss eine Kontaktsperre vom zuständigen Oberlandesgericht bzw. vom Bundesgerichtshof bestätigt werden, sonst verliert sie ihre Wirkung.

## Geschichte
Das Kontaktsperregesetz wurde im Deutschen Herbst aus Anlass der Entführung des Arbeitgeberpräsidenten Hanns Martin Schleyer beschlossen. Bereits seit dem 6. September 1977, kurz nach Beginn der Entführung, galt mit Berufung auf den rechtfertigenden Notstand des § 34 des Strafgesetzbuches eine Kontaktsperre für inhaftierte Terroristen der Rote Armee Fraktion. Auch wenn der Bundesgerichtshof am 23. September eine dagegen gerichtete Beschwerde von betroffenen Häftlingen zurückgewiesen hatte, sollte mit der Verabschiedung eines entsprechenden Gesetzes die praktizierte Kontaktsperre, insbesondere in Bezug auf den unterbundenen Kontakt zu den Strafverteidigern, auf eine gesetzliche Grundlage gestellt werden. Das Kontaktsperregesetz, welches als § 31 bis § 38 in das Einführungsgesetz zum Gerichtsverfassungsgesetz eingefügt wurde, wurde vom Bundestag am 29. September 1977, einen Tag, nachdem der Rechtsausschuss mit Beratungen über die Ausformung eines solchen Gesetzes begonnen hatte, verabschiedet. Es gab 17 Enthaltungen, 371 Ja-Stimmen und 4 Nein-Stimmen (von den SPD-Abgeordneten Manfred Coppik, Karl-Heinz Hansen, Dieter Lattmann und Klaus Thüsing). Nachdem der Bundesrat tags darauf zugestimmt hatte, wurde das Gesetz am 1. Oktober vom Bundespräsidenten ausgefertigt, im Bundesgesetzblatt verkündet und trat am 2. Oktober in Kraft. Nur Minuten nach Inkrafttreten legte Bundesjustizminister Hans-Jochen Vogel die Kontaktsperre für 72 Häftlinge fest. Der 3. Strafsenat des Bundesgerichtshofes bestätigte am 13. Oktober 1977 die Anordnungen. Bei vier Gefangenen, darunter Werner Schlegel und Peter Paul Zahl, wurde die Kontaktsperre vom BGH als „rechtswidrig angewandt“ erklärt. Eine Verfassungsbeschwerde gegen das Kontaktsperregesetz wurde vom Bundesverfassungsgericht später einstimmig abgewiesen. Der Suizid von Andreas Baader, Gudrun Ensslin und Jan-Carl Raspe in der Justizvollzugsanstalt in Stammheim am 18. Oktober fiel in die Zeit der Kontaktsperre. Nach der anschließenden Ermordung des entführten Schleyer wurde die Kontaktsperre drei Tage danach, am 21. Oktober, wieder aufgehoben.
Seit 5. September 2017 legt § 31 Absatz 2 EGGVG fest, dass die Unterbrechung des Kontakts mit dem Verteidiger nur bei Gefangenen zulässig ist, gegen die die öffentliche Klage noch nicht erhoben oder die rechtskräftig verurteilt sind.